# Alexander Nanau
Alexander Nanau (Bucarest, 18 maggio 1979) è un regista, sceneggiatore e produttore cinematografico romeno, candidato a due Premi Oscar.

## Biografia
Nanau è nato nel 1979 a Bucarest e all'età di dodici anni, nel 1990 si è trasferito in Germania. A Berlino ha studiato regia presso l'Accademia tedesca del cinema e della televisione di Berlino (DFFB) e ha ottenuto due borse di studio, rispettivamente al Sundance Institute e all'Accademia delle arti (Akademie der Künste) di Berlino.
Nel 2007 ha fondato la casa di produzione Alexander Nanau Production. Nel 2010 ha debuttato alla regia, dirigendo il documentario The World According to Ion B..
Nanau è stato inoltre il direttore della fotografia del documentario franco-tedesco Nothingwood, girato in Afghanistan e presentato in anteprima al Festival di Cannes nel 2017, nella selezione indipendente Quinzaine des Réalisateurs. Nel 2020 ha realizzato il documentario Collective, che l'anno seguente ha ricevuto la candidatura all'European Film Awards nella categoria "miglior documentario" ed è diventato anche il primo film rumeno candidato agli Oscar, in 2 categorie ("Miglior film in lingua straniera" e "Miglior documentario").

## Filmografia

### Regista
- Peter Zadek inszeniert Peer Gynt (2006) - documentario
- The World According to Ion B. (Lumea vãzutã de Ion B. ) (2009) - documentario
- Toto and His Sisters (Toto si surorile lui) (2014) - documentario
- Collective (Colectiv) (2019) - documentario

### Sceneggiatore
- Peter Zadek inszeniert Peer Gynt (2006), regia di Alexander Nanau - documentario
- The World According to Ion B. (Lumea vãzutã de Ion B.), regia di Alexander Nanau (2009) - documentario
- Toto and His Sisters (Toto si surorile lui), regia di Alexander Nanau (2014) - documentario
- Collective (Colectiv), regia di Alexander Nanau (2019) - documentario

### Direttore della fotografia
- Peter Zadek inszeniert Peer Gynt (2006), regia di Alexander Nanau - documentario
- The World According to Ion B. (Lumea vãzutã de Ion B.), regia di Alexander Nanau (2009) - documentario
- Toto and His Sisters (Toto si surorile lui), regia di Alexander Nanau (2014) - documentario
- Nothingwood, regia di Sonia Kronlund (2017) - documentario
- Collective (Colectiv), regia di Alexander Nanau (2019) - documentario

### Montatore
- Peter Zadek inszeniert Peer Gynt (2006), regia di Alexander Nanau - documentario
- A Mere Breath (Doar o rãsuflare), regia di Monica Lãzurean-Gorgan (2016) - documentario
- Toto and His Sisters (Toto si surorile lui), regia di Alexander Nanau (2014) - documentario
- Collective (Colectiv), regia di Alexander Nanau (2019) - documentario

### Produttore
- Peter Zadek inszeniert Peer Gynt (2006), regia di Alexander Nanau - documentario
- Toto and His Sisters (Toto si surorile lui), regia di Alexander Nanau (2014) - documentario
- Collective (Colectiv), regia di Alexander Nanau (2019) - documentario

### Produttore esecutivo
- The World According to Ion B. (Lumea vãzutã de Ion B.), regia di Alexander Nanau (2009) - documentario

## Riconoscimenti
- 2021 – European Film Awards
  - LUX European Audience Film Award per Collective
- 2021 – Premio Oscar[8]
  - Candidatura al miglior documentario per Collective
  - Candidatura al miglior film in lingua straniera per Collective
- 2021 – Premi BAFTA[9]
  - Candidatura al miglior documentario per Collective
- 2020 – European Film Awards[10]
  - Miglior documentario per Collective